# Richard Fleischmann
Richard Fleischmann (* 10. Oktober 1875 in Spaniershammer bei Saaldorf (Bad Lobenstein); † 4. Oktober 1918 ebenda) war ein deutscher Gutsbesitzer und Politiker.

## Leben
Fleischmann war der Sohn des Forstadjunkts Ferdinand Heinrich Wilhelm Fleischmann und dessen Ehefrau Dorothea Marie geborene Horn. Er war evangelisch-lutherischer Konfession und heiratete Allnie Bertha Götze (* 8. August 1825; † 23. September 1929 in Lobenstein).
Fleischmann war Ingenieur sowie Guts-, Sägewerks- und Mühlenbesitzer in Spaniershammer. 
Vom 25. Januar 1914 bis zum 16. Juni 1918 war er Abgeordneter im Landtag Reuß jüngerer Linie (Wahlkreis 13, Saalburg). Im Landtag war er Schriftführer. Er war auch Mitglied im Landtagsausschuss für den Landesteil Lobenstein-Ebersdorf.